# Endemia
Endemia – termin epidemiologiczny określający stałe występowanie zachorowań na określoną chorobę (np. chorobę zakaźną) na danym obszarze w liczbie utrzymującej się przez wiele lat na podobnym poziomie.